# Lilium davidii
Lilium davidii es una especie de plantas con flores perteneciente a la familia Liliaceae nativa de  Sichuan y Yunnan. 

## Descripción
Es una planta herbácea que alcanza los  1.5m de altura y tiene unas veinte flores, no aromáticas, de color naranja o rojo-anaranjado, florece desde julio a agosto. Las raíces bulbosas son comestibles.  

## Variedades ySinonimia
Lilium davidii tiene dos variedades con los siguientes sinónimos:
var. davidii. Desde Assam (Manipur) hasta China (Sichuan, NW. Yunnan, Guizhou).
- Lilium sutchuenense Franch., J. Bot. (Morot) 6: 318 (1892).
- Lilium biondii Baroni, Nuovo Giorn. Bot. Ital., n.s., 2: 337 (1895).
- Lilium cavaleriei H.Lév. & Vaniot in A.A.H.Léveillé, Liliac. & C.Chine: 44 (1905).
- Lilium thayerae E.H.Wilson, Bull. Misc. Inform. Kew 1913: 266 (1913).
- Lilium willmottiae var. unicolor Hoog, Lily Year-Book 2: 139 (1933).

var. willmottiae (E.H.Wilson) Raffill, Gard. Chron., III, 104: 231 (1938). de China en Shaanxi.
- Lilium willmottiae E.H.Wilson, Bull. Misc. Inform. Kew 1913: 266 (1913).
- Lilium chinense Baroni, Nuovo Giorn. Bot. Ital., n.s., 2: 333 (1895).
- Lilium warleyense auct., Gard. Chron., III, 52: 15 (1912).[1]